# The Winner Takes It All
«The Winner Takes It All» (с англ. — «Победитель получает всё») — песня шведской группы ABBA, выпущенная как первый сингл альбома Super Trouper 21 июля 1980 года.

## История
«The Winner Takes It All» (первоначально: «The Story of My Life») была написана в соавторстве Бьорном Ульвеусом и Бенни Андерссоном, основную вокальную партию исполнила Агнета Фельтског. Текст песни, как предполагалось, был отражением развода Ульвеуса и Фэльтскуг в 1979 году. Однако сам Ульвеус отрицает это, говоря о том, что
песня основывается на опыте развода, но это событие вымышленное. В нашем случае не было ни победителя, ни проигравшего. Многие думают, что это <сюжет> взято из реальности, но это не так.
В опросе 1999 года, проведённом Channel Five, «The Winner Takes It All» была названа лучшей песней АВВА (в Великобритании). В опросе 2006 года, проведённом тем же Channel Five, «The Winner Takes It All» была признана «лучшей песней о расставании» (англ. Britain’s Favorite Break-Up Song).
Песня «The Winner Takes It All» стала восьмым британским «чарт-топпером» ABBA; в частности, их первым № 1 в Великобритании с 1978 года. Она продержалась на верхней ступени хит-парада две недели. «The Winner Takes It All» также достигла первой строчки в таких странах, как Ирландия, Бельгия (где пробыла лидером 2 месяца (!), Нидерланды и ЮАР, а также достигла Top 10 практически во всех остальных странах, включая США, где достигла № 8 в чарте Billboard Hot 100 и стала таким образом четвёртым и последним американским хитом из топ-10 для ABBA.
Би-сайдом сингла была песня «Elaine». Следует заметить, что на этот раз региональные издания сингла немногим отличались друг от друга, везде преобладала обложка в синих тонах. Исключением стал лишь английский коллекционный выпуск в формате 12-дюймов с другим оформлением конверта, исполненного по технологии «гейтфолд».
«The Winner Takes It All» также включена в мюзикл и фильм Mamma mia!.

## Позиции в чартах
| Чарт (1980-81)                      | Пиковая позиция |
| ----------------------------------- | --------------- |
| Австралия (ARIA)                    | 7               |
| Австрия (Ö3 Austria Top 40)         | 3               |
| Бельгия/Фландрия (Ultratop 50)      | 1               |
| Канада (RPM Top Singles)            | 10              |
| Нидерланды (Dutch Top 40)           | 1               |
| Нидерланды (Single Top 100)         | 1               |
| Финляндия (Suomen virallinen lista) | 2               |
| Франция (SNEP)                      | 5               |
| ФРГ (GfK)                           | 4               |
| Ирландия (IRMA)                     | 1               |
| Италия (FIMI)                       | 7               |
| Япония (Oricon)                     | 33              |
| Новая Зеландия (Recorded Music NZ)  | 16              |
| Норвегия (VG-lista)                 | 3               |
| ЮАР (Springbok Radio)               | 1               |
| Испания (PROMUSICAE)                | 10              |
| Швеция (Sverigetopplistan)          | 2               |
| Швейцария (Schweizer Hitparade)     | 3               |
| Великобритания (OCC UK Singles)     | 1               |
| США (Billboard Hot 100)             | 8               |
| США (Billboard Adult Contemporary)  | 1               |
| США (Cashbox Top 100 Singles)       | 11              |
| Зимбабве (Zimbabwe Top 40)          | 4               |

## Кавер-версии
- Французская певица Мирей Матье записала свою версию песни с текстом на французском языке (автор — Alain Boublil) под названием «Bravo, Tu As Gagné» (англ. «Bravo, You’ve Won», «Браво, ты победил») на лейбле Polar Studios в Стокгольме в декабре 1980 года.
- В 1980 году чешская певица Хелена Вондрачкова исполнила эту песню на чешском языке под названием «A ty se ptáš co já» / «А ты спрашиваешь, как у меня дела» (автор чешского текста Зденек Боровец)[26].
- В том же 1980 году известный чешский певец Карел Готт записал и стал исполнять на концертах вторую чешскую версию этой песни, получившую название «Když vítěz mává nám» / «Когда победитель машет нам» (автор чешского текста Павел Копта). С 2005 года Карел Готт снова стал исполнять эту песню на концертах.
- В 1984 году советская и казахстанская певица Роза Рымбаева исполнила эту песню на русском языке под названием «Как прежде мы вдвоём».
- В 1984 году турецкая певица Нилюфер Юмлу записала версию этой песни на турецком языке под названием «Yalnızlığımla» для своего альбома Nilüfer 84.
- В 1993 году английская певица Беверли Крейвен включила кавер песни в свой альбом «Love Scenes», сингл с этой песней в феврале 1994 года достиг 77 места в UK Singles chart.
- Российская металлическая группа «Тризна» записала кавер-версию этой песни для своего альбома 1996 года «Need for Speed». Впоследствии она была также включена в сплит-альбом «Песни для радио», записанный совместно с группой «Чёрный обелиск» в 2000 году.
- Шведско-немецкая евродэнс группа E-rotic включила свою версию этой песни в альбом 1997 года «Thank You for the Music», составленный из песен ABBA.
- В 1999 году ирландская группа фолк-рок The Corrs записала «The Winner Takes It All» для компиляции «ABBAmania». В 2004 году, в следующем сборнике «ABBAmania 2», песня исполнялась телевизионной актрисой Берни Нолан.
- Позднее американская певица Лора Брэниган записала ряд танцевальных ремиксов песни. Аудиосемплы можно услышать на её официальном сайте[27].
- В 2000 году, немецкая поп-исполнительница Жанет Бидерман записала кавер-версию «The Winner Takes It All», вошедшую в звуковую дорожку к сериалу «Gute Zeiten, schlechte Zeiten».[28]
- Германская пауэр-метал-группа At Vance включала песню в свой альбом 2001 года «Dragonchaser».
- В 2003 году немецкий певец и актёр Уве Крёгер записал кавер-версию этой песни для своего сольного диска «From Broadway to Hollywood».
- Шведская оперная певица Анна Софи фон Оттер исполнила эту композицию в своём трибьют-альбоме ABBA «I Let The Music Speak».
- Немецкая AC/DC-трибьют группа Riff Raff записала версию песни в AC/DC-стиле для своего диска 2006 года «Rock 'N' Roll Mutation Vol. 1: Riff Raff Performs ABBA».
- В 2006 году, кавер-версия песни исполненной в стиле лаунж присутствует в альбоме группы Trombo Combo — «Trombo Combo: Swedish Sound Deluxe».
- Австралийские певицы Кайли и Данни Миноуг при участии оркестра BBC записали эту песню для английского комедийного сериала «Beautiful People». Саундтрек к сериалу был выпущен 20 октября 2008 года.
- Также песня была исполнена Мерил Стрип в экранизации одноимённого мюзикла — «Мамма миа!», и была включена в саундтрек к этому фильму.
- Испаноязычная версия песни — «The Winner Takes It All (Va Todo Al Ganador)» — присутствует в альбоме 2008 года группы Il Divo — «The Promise».
- Британский поп-панк квартет McFly записал акустическую версию «The Winner Takes It All» для своего сингла «Lies» 2008 года.
- В 2009 году известная грузинская и российская певица Тамара Гвердцители исполнила эту песню на русском языке под названием «Кто победил, тот прав» (автор русского текста Алексей Кортнев).
- В 2017 году итало-французская певица Карла Бруни включила песню в кавер-альбом «French Touch».
- В 2018 году американская певица Шер выпустила альбом каверов песен ABBA «Dancing Queen», включающий и кавер «The Winner Takes It All».

## В культуре
- Лучше звоните Солу (4 сезон, 10 серия — «Победитель»).